# Аверкин, Орест Николаевич
Орест Николаевич Аверкин (25 февраля 1944, Свердловск — 1 апреля 2011, Краснодар, Россия) — советский шахматист; международный мастер (1976), заслуженный тренер РСФСР (1978), международный мастер ИКЧФ (1995). Участник 37-го (1969) и 41-го (1973) чемпионатов СССР. Победитель Всемирной студенческой олимпиады (1969). Чемпион Молдавской ССР (1978). Юрист.

## Биография
В 60-х годах занимался у Игоря Бондаревского. Уч-к междунар. т-ров: Дубна (1973 и 1976) — 7-8-е и 8-9-е м.; Варна (1974) — 3-е м.
В период с 1969 по 1984 годы он неоднократно был тренером сборных России — мужских, женских, юношеских. С 1976 по 1982-й О. Н. Аверкин вместе с семьёй жил в г. Тирасполе Молдавской ССР и работал там в качестве играющего тренера. В 1975-76 гг. он становится тренером-секундантом экс-чемпиона мира Б. Спасского, а с 1977 по 1982 гг. был тренером-секундантом претендента на шахматную корону Льва Полугаевского. За успехи в Спартакиаде народов СССР Орест был избран почётным гражданином г. Тирасполя. В 1978 г. он стал чемпионом Молдавской ССР, а ещё в 1975-м выиграл чемпионат республики среди сельских обществ (г. Бельцы, Молдавия).
Очередной период его жизни связан с Краснодарским краем. С 1981 по 1986 гг. Аверкин тренировал юных Т. Степовую — шестикратную чемпионку России и С. Тивякова — двукратного чемпиона мира среди юношей, а с 1982 по 1984 гг. — юного В. Крамника. В 1982 году О. Н. Аверкин получил звание заслуженного тренера РФ.
Несколько лет проработал в Белграде (Югославия). Там трижды становился победителем гроссмейстерского т-ра девятой категории — в 1990-м, 1991-м и 1992-м гг. С 1990 по 1993 гг. тренировал Игоря Миладиновича, ставшего в 1993 году чемпионом мира среди юношей (до 20 лет). Приблизительно в это же время его ученицей была Алиса Марич. 29.02.2004 Аверкин стал победителем первого чемпионата ЮФО среди ветеранов.
В 2005-07 работал в Сочинской ДЮСШ олимпийского резерва по шахматам. Его учениками были международный мастер Эдуард Горовых и чемпионка края Арина Горьковая. С 2007 года он опять начал работу в Краснодаре, и в 2009 году его ученица Лана Абуладзе стала победительницей чемпионата ЮФО.
Умер 1 апреля 2011 года в Краснодаре от обширного инсульта.

## Спортивные достижения
| Год  | Наименование соревнования               | + | − | =  | Очки | Место |
| ---- | --------------------------------------- | - | - | -- | ---- | ----- |
| 1969 | Москва, 37-й чемпионат СССР по шахматам | 5 | 4 | 14 | 11½  | 12    |
| 1969 | Всемирная студенческая олимпиада        |   |   |    |      | 1     |
| 1973 | Москва, 41-й чемпионат СССР по шахматам | 1 | 4 | 12 | 7    | 15—16 |
| 1973 | Дубна, Международный турнир             |   |   |    |      | 7-8   |
| 1974 | Варна, Международный турнир             |   |   |    |      | 3     |
| 1976 | Дубна, Международный турнир             |   |   |    |      | 8-9   |

## Изменения рейтинга
| Графики недоступны из-за технических проблем. См. информацию на Фабрикаторе и на mediawiki.org. |